# Championnat d'Islande de football 1922
Navigation
Saison précédente Saison suivante
La saison 1922 du championnat d'Islande de football était la 11e édition de la première division islandaise.
3 clubs participent au championnat. C'est le club de Fram Reykjavik qui conserve son titre en remportant le championnat, c'est le 8e titre de champion d'Islande de leur histoire.

## Les 3 clubs participants
- KR Reykjavik
- Fram Reykjavik
- Vikingur Reykjavik

## Compétition

### Classement
Le barème de points servant à établir le classement se décompose ainsi :
- Victoire : 2 points
- Match nul : 1 point
- Défaite : 0 point

| Rang | Équipe             | Pts | J | G | N | P | Bp | Bc | Diff |
| ---- | ------------------ | --- | - | - | - | - | -- | -- | ---- |
| 1    | Fram Reykjavik T   | 4   | 2 | 2 | 0 | 0 | 10 | 0  | +10  |
| 2    | Vikingur Reykjavik | 1   | 2 | 0 | 1 | 1 | 1  | 4  | -3   |
| 3    | KR Reykjavik       | 1   | 2 | 0 | 1 | 1 | 1  | 8  | -7   |

|  | Champion d'Islande 1922 |

### Matchs
Tous les matchs sont disputés au stade de Melavöllur à Reykjavik.
| Résultats (▼dom., ►ext.)                                   | Fra | Vik | KR  |
| Fram Reykjavik                                             |     | 3-0 | 7-0 |
| Vikingur Reykjavik                                         |     |     | 1-1 |
| KR Reykjavik                                               |     |     |     |
| - Victoire à domicile - Match nul - Victoire à l'extérieur |     |     |     |

- Vikingur Reykjavik ne se présente pas lors du match face à Fram Reykjavik. Fram est donc déclaré vainqueur sur tapis vert, sur le score de 0-0.

## Bilan de la saison
| Tableau d'Honneur                 |                |
| Compétition                       | Vainqueur      |
| Championnat d'Islande de football | Fram Reykjavik |